# Heusiepen (Remscheid)

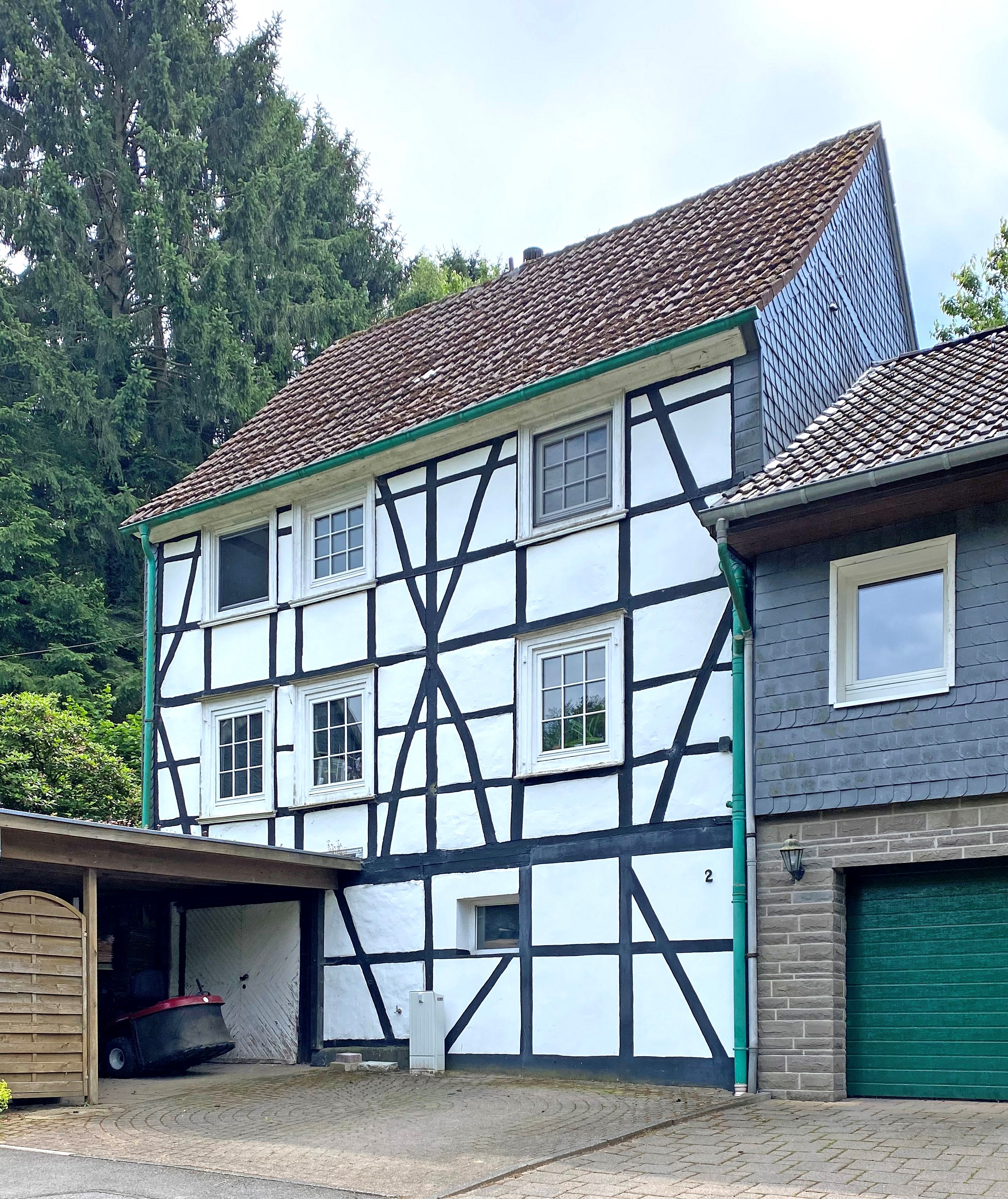
Baudenkmal Heusiepen 2

Heusiepen ist ein Weiler im Norden der nordrhein-westfälischen Großstadt Remscheid, Stadtbezirk Lüttringhausen, an der Stadtgrenze zu Wuppertal. Der Name der Hofschaft wurde 1639 erstmals urkundlich erwähnt. Der Name lautete damals "Heysiepen", wobei "Hei" eine plattdeutsche Bezeichnung für "Nebel" ist und hier ein Quellbach im nebeligen Tal denkbar war.

## Lage und Beschreibung
Die aus nur etwa einem halben Dutzend Häusern bestehende Ortslage liegt im Westen Lüttringhausens. Das Fachwerkhaus Heusiepen 2 ist als Baudenkmal der Remscheid gelistet. Die benachbarten Ortschaften sind Westen und Langenhaus im Süden auf Remscheider Gebiet sowie Heidt nordöstlich im Wuppertaler Stadtbezirk Ronsdorf. Heusiepen liegt von Wiesen umgeben in einer Talsenke des gleichnamigen Baches Heusiepen, der teilweise als Fischteich aufgestaut ist, auf 245 Metern über Normalnull. Das bewaldete Naherholungsgebiet Gelpetal mit der Ronsdorfer Talsperre und dem Saalbachtal  befindet sich in unmittelbarer Nähe.
Der Röntgenweg sowie weitere Ortswanderwege durchqueren Heusiepen.

## Geschichte
Heusiepen erscheint als Heisiepen auf dem Plan der Stadt Ronsdorf des Geometers J. W. Buschmann aus dem Jahr 1790. Ehemals gehörte die Hofschaft zum Schulbezirk Grund.